# Didi de Vries
Didi de Vries, née le 3 juillet 1997 à Goes, est une coureuse cycliste néerlandaise, spécialiste de VTT et notamment de cross-country eliminator.

## Biographie
Didi de Vries est originaire de Wilhelminadorp, sur la presqu'île de Beveland-du-Sud. Elle commence le VTT à l'âge de sept ans et devient double championne des Pays-Bas de VTT cross-country chez les jeunes. 
En 2015, chez les juniors (17/18 ans), elle remporte 27 des 30 courses de VTT auxquelles elle participe et termine 5e au classement UCI de sa catégorie. Elle devient également championne des Pays-Bas de cross-country juniors cette année-là. Après cela, elle n'est plus en mesure de performer à son meilleur niveau jusqu'à ce qu'on lui diagnostique une maladie de la thyroïde (thyroïdite de Hashimoto) quelques années plus tard. Grâce à une thérapie, elle retrouve ses forces et est sacrée championne des Pays-Bas de cross-country eliminator en 2019, une discipline dans laquelle elle décide de se spécialiser. Comme le championnat des Pays-Bas dans cette discipline n'a pas été organisé depuis, elle porte pendant plusieurs années le maillot de championne nationale en titre.
Aux championnats du monde et d'Europe, elle atteint les demi-finales de chaque compétition régulièrement à partir de 2020, mais sans remporter de médaille. Après de nombreux podiums, elle obtient sa première victoire en Coupe du monde de cross-country eliminator en 2024, terminant deuxième au classement général.
Parallèlement à ses activités sportives, elle suit une formation en gestion du sport et de l'exercice et doit travailler comme réceptionniste. À partir de 2023, elle peut pratiquer son sport professionnellement avec l'équipe française Giant MTB, jusqu'à ce que l'équipe ne cesse de la soutenir fin 2024. En juin 2025, de Vries roule pour l'équipe turque MCT Nox Sport Kulubu.

## Palmarès en VTT

### Coupe du monde
- Coupe du monde de cross-country eliminator
  -  2019 : 9e du classement général
  -  2020 : pas de classement général
  -  2021 : 4e du classement général
  -  2022 : 4e du classement général
  -  2023 : 4e du classement général
  -  2024 : 2e du classement général, vainqueur d'une manche

### Championnats des Pays-Bas
- 2015
  -  Championne des Pays-Bas de cross-country juniors
- 2018
  - 3e du cross-country eliminator
- 2019
  -  Championne des Pays-Bas de cross-country eliminator